# Verwertungsgesellschaft der Film- und Fernsehproduzenten
Die Verwertungsgesellschaft der Film- und Fernsehproduzenten mbH (VFF) ist eine deutsche Verwertungsgesellschaft mit Sitz in München. Gesellschafter sind die Allianz Deutscher Produzenten (ehemals Bundesverband Deutscher Fernsehproduzenten), der Südwestrundfunk und das Zweite Deutsche Fernsehen.

## Geschäftsbereich
Die VFF nimmt das Leistungsschutzrecht des Produzenten gemäß § 94 für den Bereich der Eigen- und Auftragsproduktionen wahr. Wahrnehmungsberechtigte sind die öffentlich-rechtlichen Rundfunkanstalten ARD und ZDF sowie der privaten Fernsehveranstalter RTL, SAT 1, ProSieben, DSF, VOX, RTL 2, Kabel 1. Zudem werden auch die Rechte einiger regionaler Fernsehveranstalter sowie deutscher Auftragsproduzenten wahrgenommen.
Im Jahr 2005 standen Erlöse in Höhe von ca. 26 Mio. EURO zur Ausschüttung an ihre Mitglieder zur Verfügung.

### Wahrnehmungsbereiche
Wahrgenommen werden insbesondere die Ansprüche aus der Geräteabgabe- und Leerkassettenvergütung gemäß § 54, § 54a, § 54d Gesetz über Urheberrecht und verwandte Schutzrechte. Auch im Bereich der Mitschnitte öffentlicher Institutionen sichert die VFF die Rechte für die Produzenten und Sender. Die Tätigkeit der VFF unterliegt der staatlichen Kontrolle nach dem Verwertungsgesellschaftengesetz. Die Aufsichtsbehörde der Verwertungsgesellschaft ist das Deutsche Patent- und Markenamt in München.

### Förderfonds
Insgesamt 5 % der Erlöse der VFF fließen in einen Förder- und Sozialfonds, mit dem kulturelle Anliegen aus dem Bereich der Produktionsbranche ebenso gefördert werden können, wie soziale Schicksale einzelner Wahrnehmungsberechtigten abgemildert werden.

### Stipendium
Das Unternehmen vergibt jährlich Stipendien an besonders qualifizierte Studenten deutscher Filmhochschulen mit Studienschwerpunkt Produktion/Medienwirtschaft. Darüber hinaus unterstützt die VFF den Nachwuchs bei der Existenzgründung.